# Ураган Бьянка
«Ураган Бьянка» (англ. Hurricane Bianca) — американская независимая кинокомедия 2016 года. Несмотря на жанр, лента затрагивает важную социальную проблему: на момент премьеры в 29 из 50 штатов США работодатель мог законно уволить сотрудника за то, что он гей.

## Сюжет
Школьный учитель Ричард Мартинес переезжает из Нью-Йорка в небольшой техасский посёлок Милфорд. Вскоре после начала работы в местной старшей школе, выясняется, что он гей, из-за чего его и увольняют (это в Техасе законно). Решив отомстить, Мартинес вскоре возвращается в эту школу, но уже в образе дрэг-квин по имени Бьянка Дель Рио. Она — откровенная учительница, которая ставит непослушных учеников и лицемерный школьный персонал на свои места, мгновенно став лучшим учителем, которого эта школа когда-либо видела.

## В ролях
- Бьянка Дель Рио — школьный учитель Ричард Мартинес / в роли самой себя
- Рейчел Дрэтч — зам. директора школы
- Уильям Белай[англ.] — друг Мартинеса из Нью-Йорка
- Шангела[англ.] — друг Мартинеса из Нью-Йорка
- Алан Камминг — Лоренс Тейлор, президент программы «Посол преподавания», который отправляет Мартинеса в Милфорд
- Алисса Эдвардс[англ.] — Салат-из-Амброзии
- Ру Пол — Ру Буря, репортёр погоды
- Маргарет Чо — хозяйка магазинов париков

## Производство, выход, критика
К марту 2015 года подготовка к съёмкам уже шла, подбирались актёры. Сценарий писался специально под Бьянку Дель Рио. Поскольку денег у режиссёра Мэтта Кугельмана на его первый фильм не было, их собирали с помощью краудфандинга. Сама Дель Рио начала продвигать проект во время своих шоу, призывая поклонников пожертвовать на него.
Съёмки прошли в июле-августе 2015 года в Далласе (Техас).
Премьера ленты состоялась 23 сентября 2016 года в формате «видео по запросу», 18 октября состоялся выход на DVD. Участники проекта получили неплохую прибыль, поэтому вскоре занялись производством второй части: премьера «Ураган Бьянка 2: Из России с ненавистью» состоялась 18 мая 2018 года. От съёмок третьей части пришлось отказаться по финансовым соображениям.
Chicago Review. «Краудфандинговый фильм с крохотным бюджетом не лишён своего очарования… Неизвестные актёры, которые доказали Дель Рио, что они достойные натуралы».
Junkee. «Нелепая и глупая, но в конечном счете очень весёлая комедия о школьном учителе биологии… Фильм смешной лишь местами, но фанаты Бьянки Дель Рио не захотят пропустить свой любимый заряд оскорблений».